# Onthophagus papulatus
Onthophagus papulatus là một loài bọ cánh cứng trong họ Bọ hung (Scarabaeidae).